# Emery Molyneux

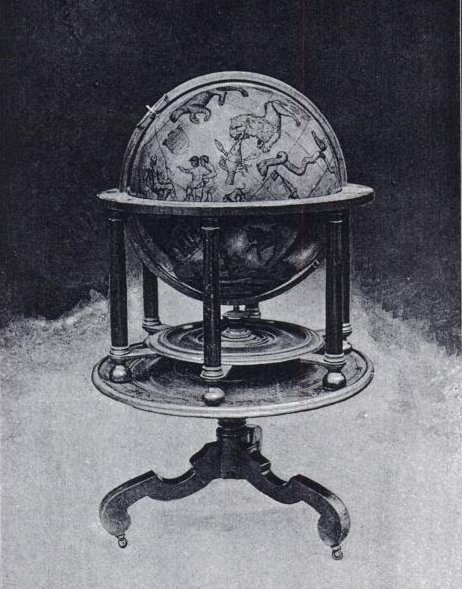
Een hemelglobe van Molyneux uit 1592

Emery Molyneux († juni 1598) was een Engelse wapen- en instrumentmaker. Daarnaast was hij de eerste Engelsman die globes met gedrukt kaartmateriaal vervaardigde.
Molyneux stond reeds goed bekend als wiskundige en maker van wiskundige instrumenten, zoals kompassen en zandlopers, toen hij uitgenodigd werd om een hemel- en een aardglobe te maken voor Elizabeth I van Engeland. Na de voltooiing ervan in 1592 vervaardigde hij nog meer globes voor de adel en voor wetenschappelijke instituten. Molyneux maakte verder kleinere exemplaren voor het gebruik als navigatie-instrument aan boord van schepen. Zijn globes waren de eerste die bestand waren tegen de vochtigheid op zee. Het kaartmateriaal voor de globes werd gedrukt door Jodocus Hondius, die zich in 1683 in Londen had gevestigd.
In 1596 of 1597 emigreerde Molyneux naar Amsterdam. Hij wist de Staten-Generaal te interesseren voor een nieuw kanon dat hij had uitgevonden. Molyneux overleed echter voordat hij het wapen kon afmaken.
- Stuttgart Database of Scientific Illustrators 1450–1950: 11148
- Gemeinsame Normdatei: 121846091
- International Standard Name Identifier: 0000 0000 1546 0107
- Library of Congress Control Number: n84233831
- Nationale Bibliotheek van Israël: 987007424695005171
- Système universitaire de documentation: 134952464
- Virtual International Authority File: 8253406
- WorldCat: E39PBJpYD8bXCBCv9VHPmFPRKd